# Stenmagasinet i Ädelfors

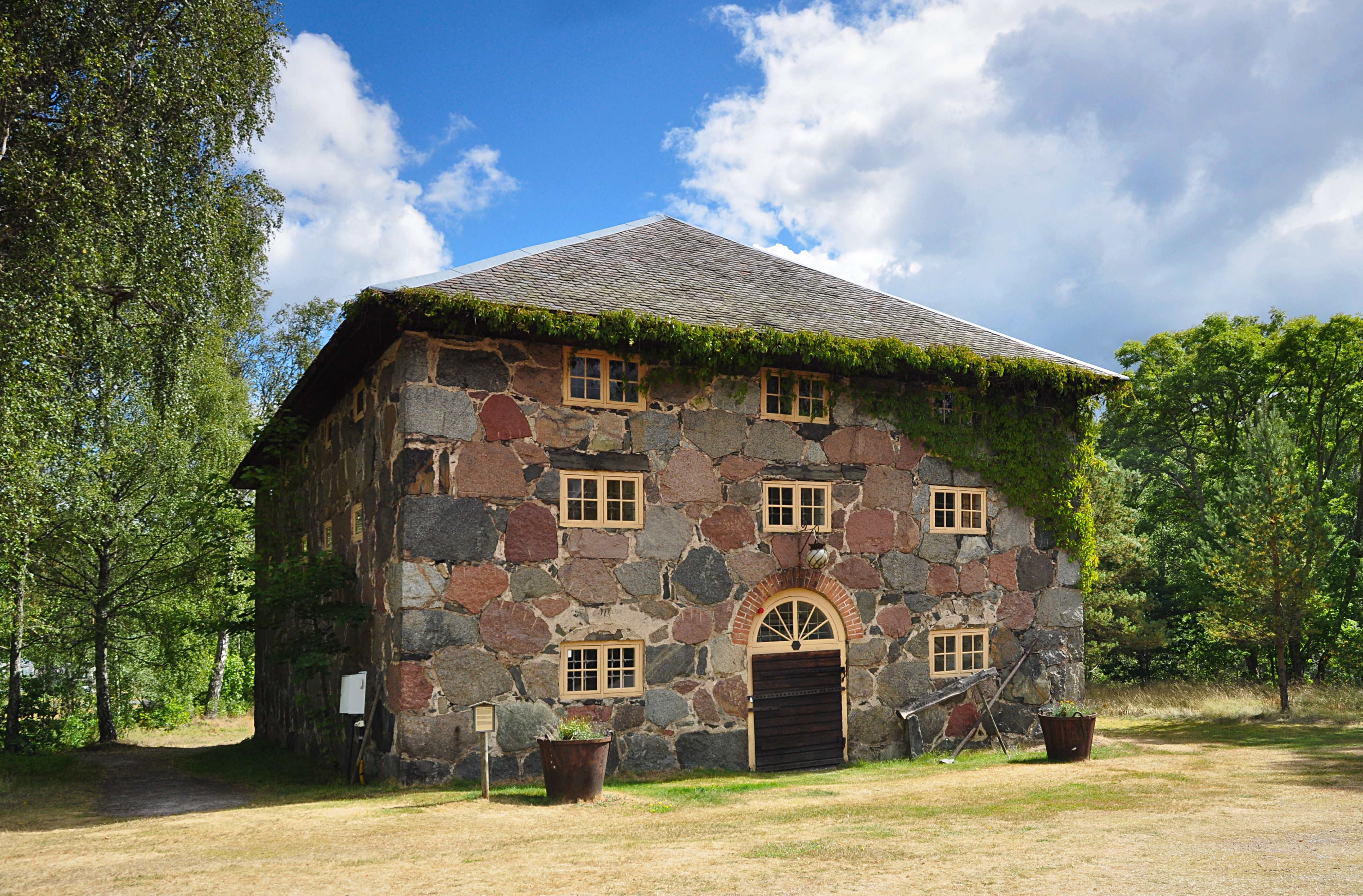
Stenmagasinet i Ädelfors

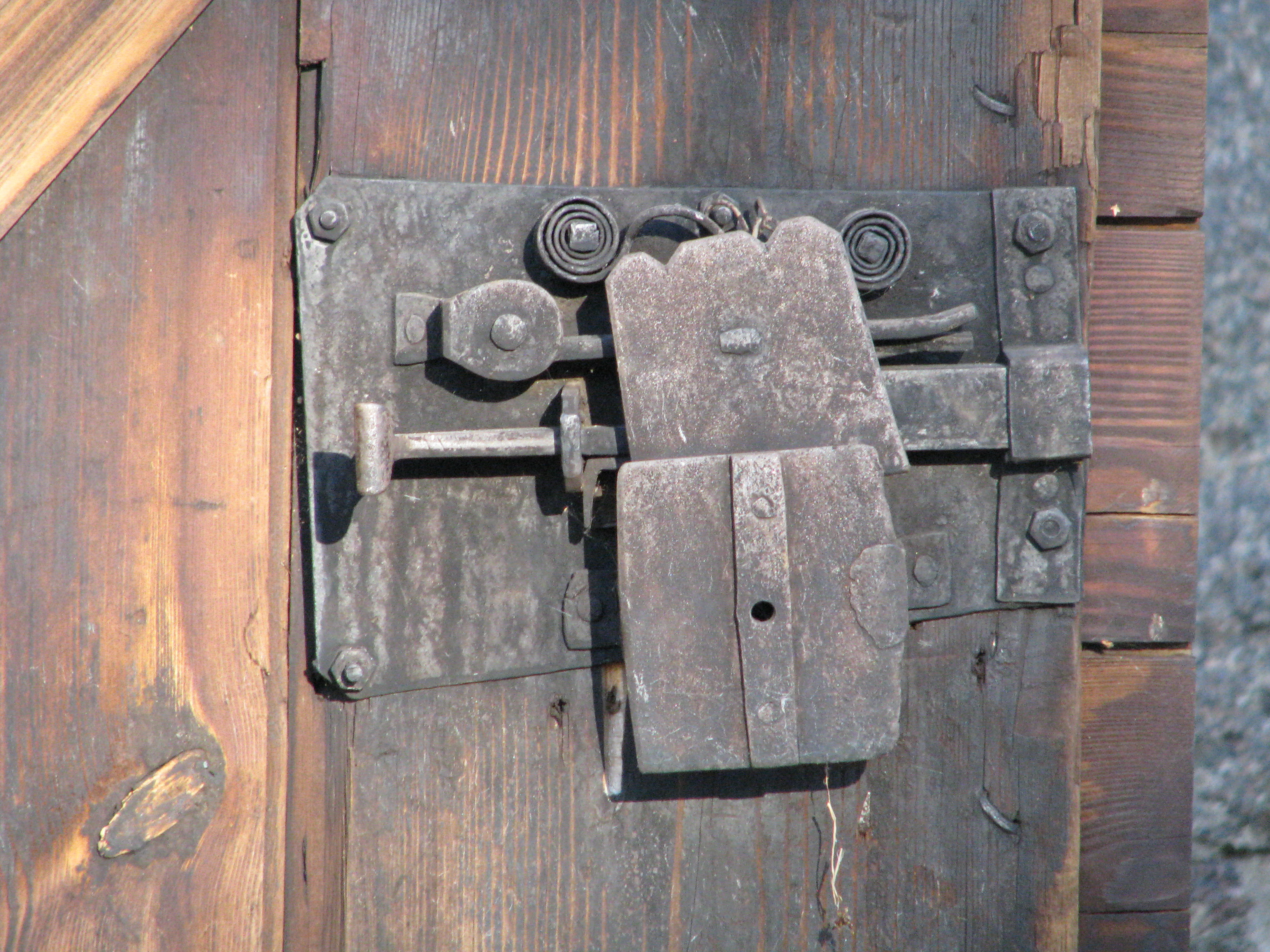
Dörrlås.

Stenmagasinet i Ädelfors beläget i Ädelfors, en mil utanför centralorten Vetlanda, uppfördes i samband med ett stenröjningsprojekt under de svåra nödåren 1868–1869. Ägaren till Ädelfors bruk satte igång ett stort arbete för att få åkermarken på bland annat Repperda gård stenfri. De bästa och jämnaste stenarna transporterades med oxspann till stenhuset. Övriga stenar användes till de breda och imponerande stenmurarna runt gården och dess åkrar se Reppedra gata.
Magasinet är uppfört i tre våningar under skiffertäckt pyramidtak. Ursprungligen användes byggnaden som spannmålsmagasin, men skrönorna i byarna talade om att där guldet förvarades. Under en period kallades stenmagasinet för "Arkivet" eftersom gruvbolagens gamla arkiv var bevarat där. Det var också under denna tid dynamitförråd för gruvdriften, samt likbod för de som förolyckats i gruvarbetet.
Efter nedläggningen av traktens gruvor 1919, har magasinet bara använts sporadiskt. 1982 blev Stenmagasinet byggnadsminne, vilket innebär att den klassas som ett av de finaste exempel på denna typ av byggnad i landet.
Efter restaurering 1999 blev magasinet platsen för Ädelfors mineral- och gruvmuseum.